# Катастрофа C-130 под Айн-Млилой
Авиакатастрофа C-130 в Алжире — авиационная катастрофа военно-транспортного самолёта Lockheed C-130 «Геркулес», произошедшее 11 февраля 2014 года во время перелёта по маршруту из города Таманрассет в Константину (Алжир). Самолёт разбился в горном массиве в провинции Оум-эль-Буаджи (недалеко от населённого пункта Айн Керча). На борту находились 78 человек — алжирские военнослужащие и их семьи. Один человек из находившихся на борту выжил и госпитализирован.

## Описание катастрофы
Самолёт Lockheed C-130H-30 «Геркулес» эксплуатировался Военно-воздушными силами Алжира с 1982 года и на момент катастрофы ему было 32 года. 11 февраля 2014 года С-130 вылетел из аэропорта города Таманрассет (южная часть страны) и направился в Международный аэропорт Константин Моаме Будиаф, расположенный в городе Константина на северо-востоке. Расстояние между местом вылета и посадки по прямой — 1492 километра.
На борту C-130 находились 78 человек: экипаж и пассажиры — военнослужащие и их родственники. Авиакатастрофа произошла недалеко от места назначения (в 30-километровой зоне от Константина), когда самолёт снизился на высоту менее 3000 метров и начал готовиться к заходу на посадку. В районе нахождения C-130 были неблагоприятные метеоусловия (штормовой ветер, снег). Самолёт пролетал над гористой местностью. Прибывшие на место трагедии спасатели обнаружили, что фюзеляж раскололся на две крупные части (что характерно при столкновении с землёй при низкой вертикальной скорости).
Один человек из находившихся на борту выжил и экстренно госпитализирован с серьёзными травмами головы. Президент Алжира Абдельазиз Бутефлика объявил трёхдневный траур (c 12 по 14 февраля) по 77 погибшим в авиакатастрофе.

## Причина катастрофы
В настоящее время ведётся расследование причин падения C-130. 13 февраля 2014 года на месте катастрофы обнаружен речевой бортовой самописец в хорошем состоянии, позволяющем работать с данными.